# Ministro das Relações Exteriores da China
O Ministro das Relações Exteriores da República Popular da China (chinês simplificado: 中华人民共和国 外交部 部长) é o chefe do Ministério das Relações Exteriores da República Popular da China e um dos cargos ministeriais mais importantes do país. O ministro geralmente também é um membro do Comitê Central do Partido Comunista da China. 

## Processo de nomeação
De acordo com a Constituição da República Popular da China, a nomeação é feita pelo Primeiro-Ministro e confirmada pelo Congresso Nacional do Povo ou pelo seu Comitê Permanente.

## Lista de Ministros das Relações Exteriores
| №  | Nome                     | Assumiu o cargo        | Deixou o cargo         | Presidente                | Primeiro-Ministro       |
| -- | ------------------------ | ---------------------- | ---------------------- | ------------------------- | ----------------------- |
| 1  | Zhou Enlai (1898–1976)   | Outubro de 1949        | Fevereiro de 1958      | Mao Zedong                | Ele mesmo               |
| 2  | Chen Yi (1901–1972)      | Fevereiro de 1958      | Janeiro de 1972        | Liu Shaoqi cargo vago     | Zhou Enlai              |
| 3  | Ji Pengfei (1910–2000)   | Janeiro de 1972        | Novembro de 1973       | cargo vago                | Zhou Enlai              |
| 4  | Qiao Guanhua (1913-1983) | Novembro de 1973       | Dezembro de 1976       | cargo vago cargo abolido  | Zhou Enlai Hua Guofeng  |
| 5  | Huang Hua (1913-2010)    | Dezembro de 1976       | Novembro de 1982       | cargo abolido             | Hua Guofeng Zhao Ziyang |
| 6  | Wu Xueqian (1921–2008)   | Novembro de 1982       | Abril de 1988          | Li Xiannian               | Zhao Ziyang             |
| 7  | Qian Qichen (1928–2017)  | Abril de 1988          | Março de 1998          | Yang Shangkun Jiang Zemin | Li Peng                 |
| 8  | Tang Jiaxuan (1938–)     | Março de 1998          | Março de 2003          | Jiang Zemin               | Zhu Rongji              |
| 9  | Li Zhaoxing (1940–)      | Março de 2003          | Abril de 2007          | Hu Jintao                 | Wen Jiabao              |
| 10 | Yang Jiechi (1950–)      | Abril de 2007          | 16 de março de 2013    | Hu Jintao                 | Wen Jiabao              |
| 11 | Wang Yi (1953–)          | 16 de março de 2013    | 30 de dezembro de 2022 | Xi Jinping                | Li Keqiang              |
| 12 | Qin Gang (1966–)         | 30 de dezembro de 2022 | 25 de julho de 2023    | Xi Jinping                | Li Keqiang              |
| 13 | Wang Yi (1953–)          | 25 de julho de 2023    | no cargo               | Xi Jinping                | Li Keqiang              |